# Australian Conference of Evangelical Mennonites
Australian Conference of Evangelical Mennonites är en mennonitkyrka i Australien.
1978 sände Europäisches Mennonitisches Evangelisations-Komitee ut det holländska missionärsparet Foppe och Aaltje Brouwer till New South Wales, Australien. De tog kontakt med mennonitiska landsmän i landet och byggde långsamt upp en liten församling, Mennonite Church of Hope, i samhället Fennell Bay på östkusten. Ur denna församling växte Australian Conference of Evangelical Mennonites fram och blev 1980 godkänt som registrerat trossamfund av de australiska myndigheterna.